# Haakon III di Norvegia
Haakon III di Norvegia (1182 – 1º gennaio 1204) è stato re di Norvegia dal 1202 al 1204.

## Biografia
Era un figlio naturale di Sverre I di Norvegia e della sua concubina Astrid Roesdatter.
Apparteneva come il padre al partito Birkebeiner all'interno del quale fu capo dell'esercito in occasione di una battaglia combattuta a Oslo nel 1197 contro il Bagler.
Sul letto di morte il padre, che morì il 9 marzo 1202, dichiarò di non avere altro figlio all'infuori di Håkon. Scrisse inoltre una lettera al figlio consigliando di risolvere i conflitti con la Chiesa. Quando la notizia della morte di Sverre raggiunse la Birkebeiner assemblata a Nidaros, Håkon venne proclamato capo del partito.
Giunse così ad un accordo con la chiesa, probabilmente cedendo ad ogni richiesta. La Norvegia venne liberata dalla interdizione che era stata posta durante il regno di Sverre.
Håkon fu in rapporti amichevoli con i contadini e la gente comune e il partito Bagler perse molti sostenitori.
Nell'autunno del 1202, il capo Bagler Inge Magnusson venne ucciso dagli agricoltori locali a Oppland e il partito Bagler in Norvegia venne sciolto.
Håkon ebbe un rapporto tormentato con la moglie di suo padre, Margherita. Dopo la morte di Sverre, tentò di tornare con la figlia avuta da Sverre, Kristina, in Svezia. Håkon invece voleva tenere la sorellastra a corte e la separò dalla madre. Successivamente, anche Margherita rimase a corte.
Durante il Natale nel 1203 Håkon si ammalò dopo un salasso e il 1º gennaio 1204 morì.
Si sospettò che la morte fosse avvenuta per avvelenamento e la matrigna venne accusata del delitto. Si aprì un processo contro uno degli uomini della regina che risultò bruciarsi in seguito all'ordalia. Questo segno venne interpretato come prova della sua colpevolezza e Margherita dovette fuggire in Svezia.
Håkon Sverresson non era sposato e non aveva figli noti. Gli succedette il nipote Guttorm Sigurdsson.
Håkon fu sepolto nella cattedrale di Bergen, demolita nel 1531.

## Ascendenza
|                        |   |                      | Genitori |  |  | Nonni |  |  | Bisnonni              |  |  | Trisnonni              |  |
|                        |   |                      |          |  |  |       |  |  | Harald IV di Norvegia |  |  | Magnus III di Norvegia |  |
|                        |   |                      |          |  |  |       |  |  | Harald IV di Norvegia |  |  | Magnus III di Norvegia |  |
|                        |   | …                    |          |  |  |       |  |  | Harald IV di Norvegia |  |  |                        |  |
| Sigurd II di Norvegia  |   |                      |          |  |  |       |  |  | Harald IV di Norvegia |  |  |                        |  |
|                        |   | Thora Guttermsdotter | …        |  |  |       |  |  |                       |  |  |                        |  |
|                        |   | Thora Guttermsdotter | …        |  |  |       |  |  |                       |  |  |                        |  |
|                        |   | Thora Guttermsdotter | …        |  |  |       |  |  |                       |  |  |                        |  |
| Sverre I di Norvegia   |   | Thora Guttermsdotter |          |  |  |       |  |  |                       |  |  |                        |  |
|                        |   | …                    | …        |  |  |       |  |  |                       |  |  |                        |  |
|                        |   | …                    | …        |  |  |       |  |  |                       |  |  |                        |  |
|                        |   | …                    | …        |  |  |       |  |  |                       |  |  |                        |  |
| Gunnhild               |   | …                    |          |  |  |       |  |  |                       |  |  |                        |  |
|                        |   | …                    | …        |  |  |       |  |  |                       |  |  |                        |  |
|                        |   | …                    | …        |  |  |       |  |  |                       |  |  |                        |  |
|                        |   | …                    | …        |  |  |       |  |  |                       |  |  |                        |  |
| Haakon III di Norvegia |   | …                    |          |  |  |       |  |  |                       |  |  |                        |  |
|                        | … | …                    |          |  |  |       |  |  |                       |  |  |                        |  |
|                        | … | …                    |          |  |  |       |  |  |                       |  |  |                        |  |
|                        | … | …                    |          |  |  |       |  |  |                       |  |  |                        |  |
| …                      | … |                      |          |  |  |       |  |  |                       |  |  |                        |  |
|                        |   | …                    | …        |  |  |       |  |  |                       |  |  |                        |  |
|                        |   | …                    | …        |  |  |       |  |  |                       |  |  |                        |  |
|                        |   | …                    | …        |  |  |       |  |  |                       |  |  |                        |  |
| Astrid Roesdatter      |   | …                    |          |  |  |       |  |  |                       |  |  |                        |  |
|                        |   | …                    | …        |  |  |       |  |  |                       |  |  |                        |  |
|                        |   | …                    | …        |  |  |       |  |  |                       |  |  |                        |  |
|                        |   | …                    | …        |  |  |       |  |  |                       |  |  |                        |  |
| …                      |   | …                    |          |  |  |       |  |  |                       |  |  |                        |  |
|                        |   | …                    | …        |  |  |       |  |  |                       |  |  |                        |  |
|                        |   | …                    | …        |  |  |       |  |  |                       |  |  |                        |  |
|                        |   | …                    | …        |  |  |       |  |  |                       |  |  |                        |  |
|                        |   | …                    |          |  |  |       |  |  |                       |  |  |                        |  |